# Elops lacerta
Elops lacerta és una espècie de peix pertanyent a la família dels elòpids.

## Descripció
- Pot arribar a fer 100 cm de llargària màxima[3] (normalment, en fa 60).[4]
- Dors gris, flancs platejats brillants i aletes grogues.
- Escates de la línia lateral adornades amb petits tubs no ramificats.
- Es confon sovint amb Elops senegalensis.[5][6]

## Alimentació
Menja peixos i gambes.

## Hàbitat
És un peix d'aigua dolça, salabrosa i marina; pelàgic-nerític i de clima tropical (21°N-23°S, 20°W-15°E) que viu fins als 50 m de fondària.

## Distribució geogràfica
Es troba a l'Atlàntic oriental: les aigües costaneres que s'estenen des de Mauritània fins a Angola i Namíbia, incloent-hi, de vegades, corrents d'aigua dolça (com ara, el riu Cross).

## Observacions
És inofensiu per als humans.